# Bedous
Bedous è un comune francese di 559 abitanti situato nel dipartimento dei Pirenei Atlantici nella regione della Nuova Aquitania. Fa anche parte della regione storica del Béarn. Il comune fa parte della valle d'Aspe ed è attraversato da due affluenti della gave d'Aspe, il torrente Casteigbou e la gave d'Aydius, e dal torrente di Sahun, affluente di quest'ultimo.

## Società

### Evoluzione demografica
Abitanti censiti

## Monumenti di Bedous

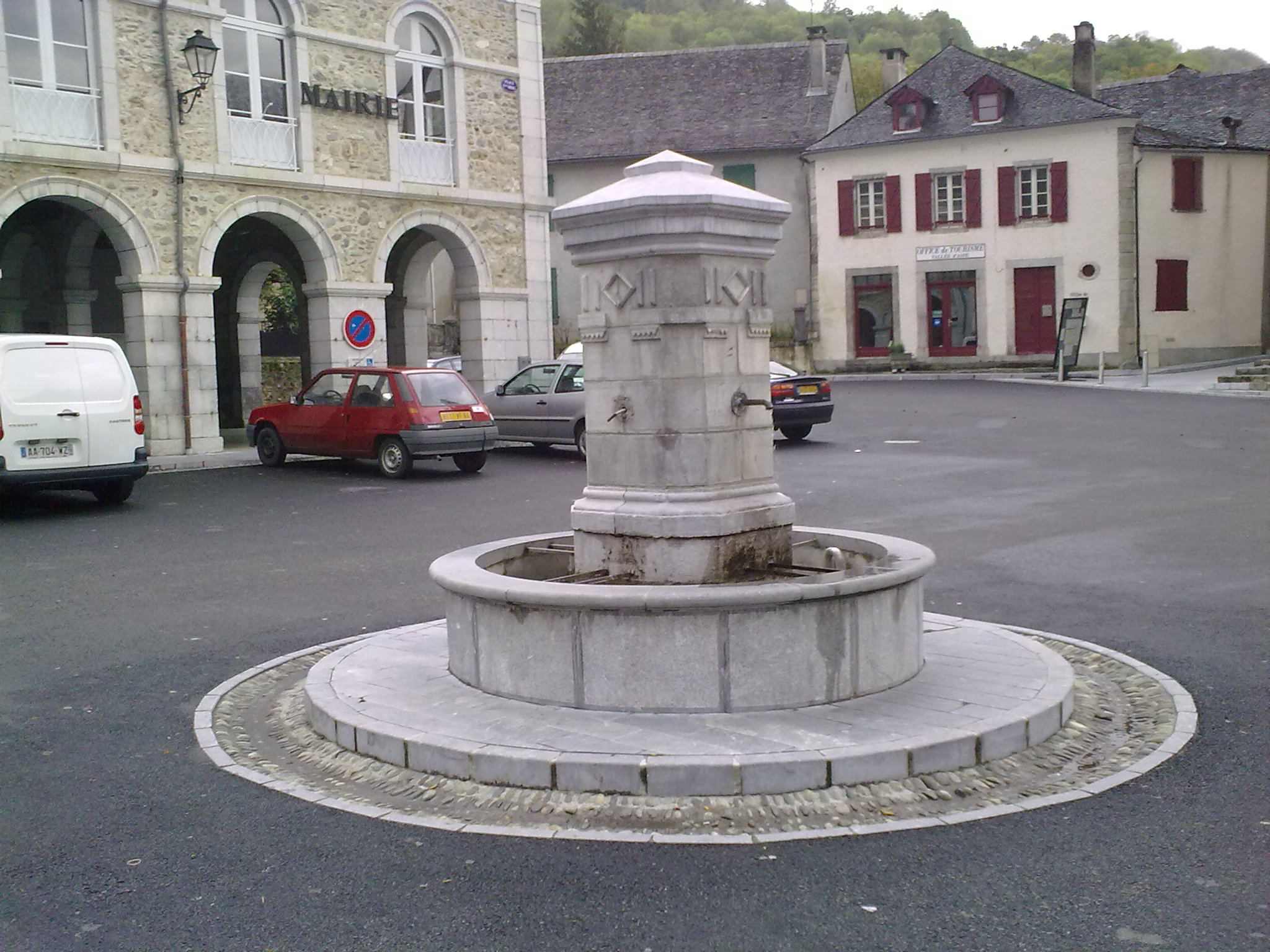
La fontana di fronte al municipio
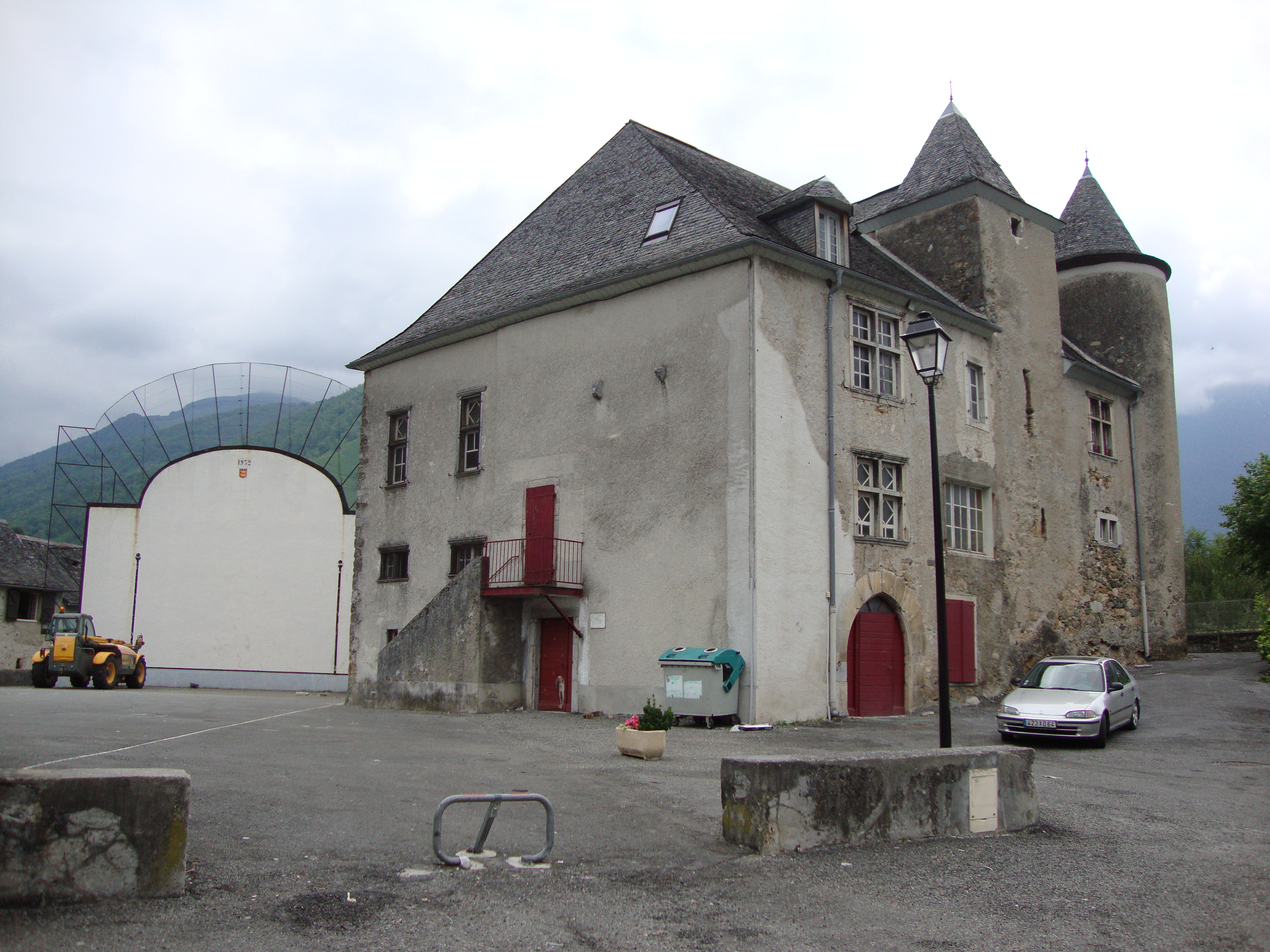
Il vecchio castello
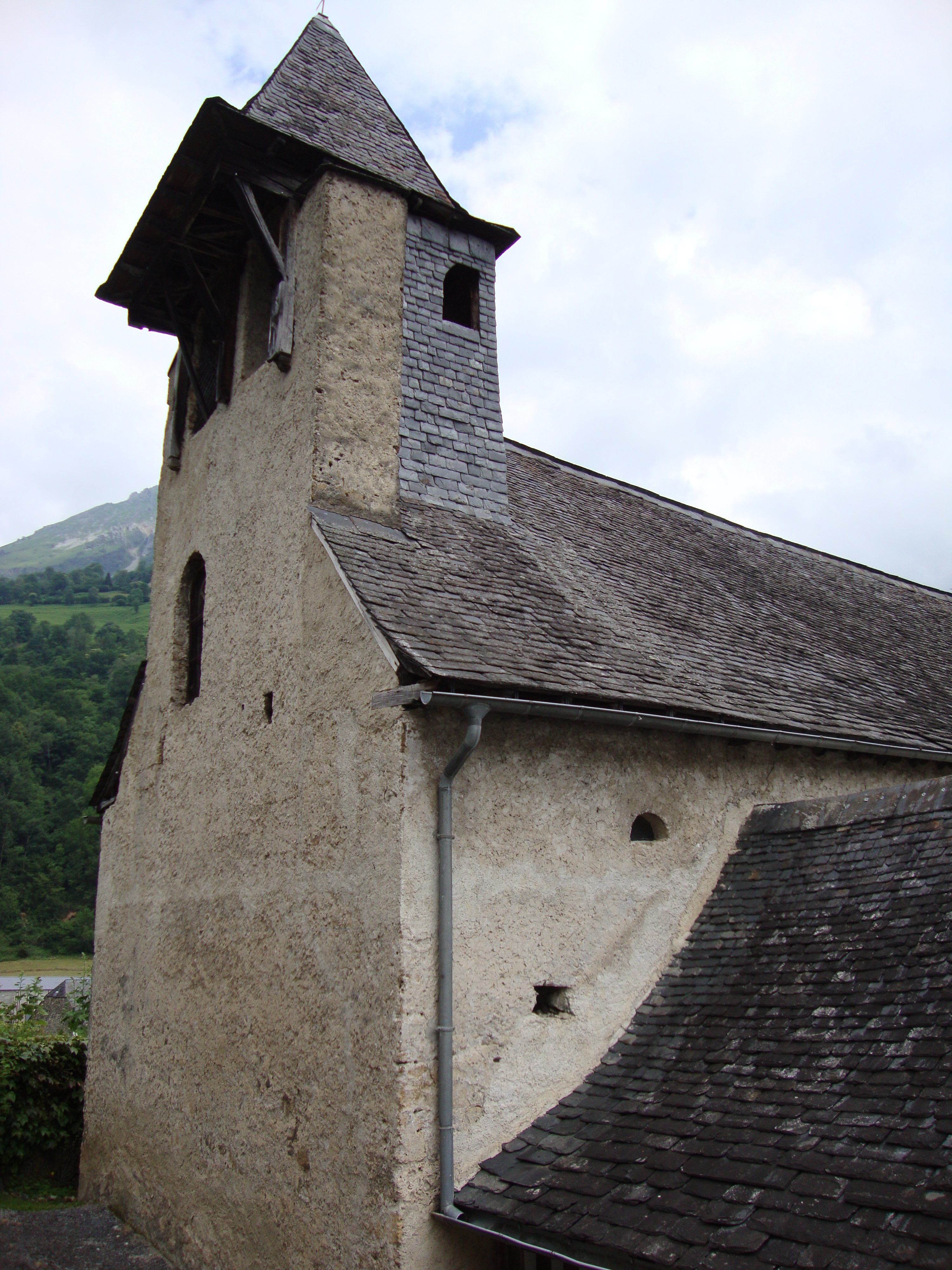
Il campanile della chiesa